# Winx Club: Quest for the Codex
Winx Club: The Quest for the Codex é um jogo eletrónico que foi desenvolvido por Powerhead Games e publicado pela Konami para as plataformas Nintendo DS e Game Boy Advance. Foi lançado dia 6 de novembro de 2006 na América do Norte, e na Europa e Austrália em 8 de dezembro de 2006.

## Jogabilidade
O jogo consiste em uma mistura entre o elemento tradicional scrolling shooter e os seis minijogos. No meio da acção do tiro à parte no jogo, uma das meninas anunciará que estarão fora das "Winx", e o jogo irá se mover para qualquer um dos muitos tipos diferentes de joguinhos. Dois jogos incluem um minijogo no estilo Dance Dance Revolution, e o outro jogo coloca o jogador para parar os erros dos invasores do jardim. As interrupções dos minijogos são uma das partes mais criticadas do jogo pelos colaboradores.